# Mesoclanis bruneata
Mesoclanis bruneata är en tvåvingeart som beskrevs av Munro 1950. Mesoclanis bruneata ingår i släktet Mesoclanis och familjen borrflugor. Inga underarter finns listade i Catalogue of Life.